# Giorgio Minisini
Giorgio Minisini, född 9 mars 1996, är en italiensk konstsimmare.

## Karriär
Minisini blev världsmästare i det tekniska programmet för mixade par vid världsmästerskapen i simsport 2017.
I juni 2022 vid VM i Budapest tog Minisini guld tillsammans med Lucrezia Ruggiero i det tekniska programmet och det fria programmet för mixade par. I augusti 2022 vid EM i Rom tog han guld individuellt i både det fria och tekniska programmet, där båda grenarna gjorde debut för herrar i EM. Minisini tog även guld tillsammans med Lucrezia Ruggiero i både det fria och tekniska programmet för mixade par.
I februari 2024 vid VM i Doha tog Minisini guld i det fria soloprogrammet och silver i det tekniska soloprogrammet.